# Hlazivka (Lenine)
Hlazivka (în ucraineană Глазівка) este localitatea de reședință a comunei Hlazivka din raionul Lenine, Republica Autonomă Crimeea, Ucraina.

## Demografie
Componența lingvistică a localității Hlazivka
     Rusă (69,72%)
     Ucraineană (16,01%)
     Tătară crimeeană (10,41%)
     Alte limbi (0,87%)
Conform recensământului din 2001, majoritatea populației localității Hlazivka era vorbitoare de rusă (69,72%), existând în minoritate și vorbitori de ucraineană (16,01%) și tătară crimeeană (10,41%).